# Контрол (група)
Вижте пояснителната страница за други значения на Контрол.
„Контрол“ е българска рок група, превърнала се в най-влиятелната пънк група в страната, като се появява на музикалната сцена в края на 80-те години на XX век.

## История
Първата им издадена демо-касета е „Старият дъб“ в 1988 година. Има 6 песни от албума „Плочата“ и 2 необявени песни; „Има“ и „Домакиня“. Първият им албум е със заглавие „Плочата“ и е пуснат на пазара през 1989 година като част от проекта „БГ Рок“, като самият албум е записан съвместно с Нова генерация. Хитови парчета от „Плочата“ стават песните „Обичам те, мила“ и „100 – 150“, които превръщат „Контрол“ в една от актуалните български групи в страната.
През 1990 г. излиза и вторият им албум – „БУМ“, който е последван от първия самостоятелен концерт на групата и съвместно турне с ФСБ. От албума хитове стават „Винаги готови“, „Ужас“, „Ти още ли си тука“ и „Емигрантски рап“.
Следва сборен албум, последван от трети студиен с името „Леле, како“, който се превръща и в най-успешния им дотогава. Продадени са десетки хиляди копия, а песни като „Най-щастливият ден“, „Леле, како“, „Бий хлапето“, „Булка“ и „Дайте ми“ се превръщат в класика.
През 1994 г. излиза четвъртият им студиен албум „ЛЮБОFF“, който затвърждава репутацията на „Контрол“, като една от най-добрите групи за времето си. От албума излизат парчета като „Жива да не бях“ и „Велика нация“. След това вокалистът Кольо Гилъна напуска групата и през 1999 г. „Контрол“ записват пети албум с вокалите на Петър Станоев. Саундът вече е по-твърд, съобразен с новите течения и интереси, иначе текстовете са все така иронично-сатирични. „Контрол“ си остава една от най-големите български рок групи наред с „Ахат“, „Щурците“, „Тангра“, „Хиподил“, „Подуене блус бенд“, „ФСБ“, „Сигнал“, „Фактор“, „Б.Т.Р.“, „Импулс“, „D2“ и др.
През 2009 година „Контрол“ се събра отново с оригиналния си фронтмен Николай Йорданов, по-известен като Кольо Гилъна, за да участва в два уникални концерта. На 22 май „Контрол“ излизат пред повече от 7000 зрители в Зимния дворец на спорта в съвместен мегаспектакъл с „Хиподил“ и „Ревю“ (с Милена Славова). На 1 декември 2009 г. в зала „Универсиада“ „Контрол“ отбелязва 20 години от първата си голяма изява в същата зала. В концерта от 2009 г. „Контрол“ свири преди „Kultur Shock“ и след сърбите „Pero Defformero“.
От 2014 г. вокалист на Контрол е Иван Гатев. С него през 2017 г. е записан албумът „9“, а през 2021 г. излиза „Червената книга“.

## Дискография
- 1988 – „Старият дъб“ (демо)

1. Програма
2. Обичам те, мила!
3. 100 – 150
4. Със думи
5. Свобода
6. Не умирахме от щастие
7. Има
8. Домакиня

- 1989 – „BG Rock I“, split с „Нова генерация“
(LP и MC, Балкантон – LP: ВТА 12466; MC: ВТМС 7402)

1. Програма
2. Обичам те, мила!
3. 100 – 150
4. Без думи
5. Свобода
6. Не умирахме от щастие

- 1990 – „BUMM“ (Мега музика)

1. Насрещен марш
2. Винаги готови
3. Това отдавна не е Rock 'n' Roll
4. Ти още ли си тука
5. Алкохол блус I
6. Алкохол блус II
7. Емигрантски рап
8. Интелигенция
9. Демократична ръченица
10. Тиха революция
11. Ужас
12. Комунисти, комсомолци
13. Тирания
14. А. Е. Ц.

Бонус песни в издание на Лазаров рекърдс от 2000 година:
1. Трябва всичко да приемам
2. Най-важното
3. Не умирахме от щастие (версия)

- 1993 – „Леле, како!“ (MC, Unison RTM)

1. Ласточка пой (на руски език)
2. Не съм нормален
3. Бий хлапето
4. Най-щастливият ден
5. Булка
6. Бдинци
7. Какво искам още
8. Дайте ми
9. Кофи за боклук
10. Алкохолен блус III
11. Рокът е животно
12. Апатия
13. Seek 'n Destroy
14. Леле, како

Песента „Бий хлапето“ е „интерпретация“ на песента „Back in '79“ от албума „Fat Bob's Feet“ от 1990 година на английските пънк рокери The Toy Dolls, а хитът им „Най-щастливият ден“ има огромна сходност с парчето „Spanish Bombs“ от 1979 на The Clash.
- Владимир Попчев – бас, вокали
- Стоян Тенев – китара, вокали
- Огнян Кьосовски – ударни, вокали
- Красимир Неделин – клавишни, вокали
- Николай Йорданов – вокал

С участието на:

Христо Павлов – саксофон

Калин Сърменов

Записът е осъществен в студио „Сити“

Тон инженер: Иван Градинаров

Художник: Евгени Генков
Продуцент и издател: Даниел Ризов/ „София Мюзик Ентърпрайсис“/ 

Разпространение: „София Мюзик Ентърпрайсис“ и „Ара аудио-видео“
Музика и аранжимент: „Контрол“

Текстове: Владимир Попчев

Текст на „Жива да не бях“: Красимир Неделин
- 1993 – „Контрол 88 – 92“, компилация (MC, Unison RTM)

1. Най-важното (запис за филма „Пред прага“, 1988)
2. Трябва всичко да приемам (запис за филма „Пред прага“, 1988)
3. България (запис от репетиция в ч-ще „Вл. Башев“ 1988)
4. Програма (от албума „БГ рок – 1“, 1989)
5. Обичам те, мила (от албума „БГ рок – 1“, 1989)
6. 100 – 150 (от албума „БГ рок – 1“, 1989)
7. Без думи (от албума „БГ рок – 1“, 1989)
8. Свобода (от албума „БГ рок – 1“, 1989)
9. Не умирахме от щастие (от албума „БГ рок – 1“, 1989)
10. Винаги готови (от албума „BUMM“, 1990)
11. Ти още ли си тук (от албума „BUMM“, 1990)
12. Алкохолен блус I (от албума „BUMM“, 1990)
13. Алкохолен блус II (от албума „BUMM“, 1990)
14. Емигрантски рап (от албума „BUMM“, 1990)
15. Тиха революция (от албума „BUMM“, 1990)
16. Ужас (от албума „BUMM“, 1990)
17. Бий хлапето (от албума „Леле, како“, 1992)
18. Най-щастливия ден (ремикс II) (от албума „Леле, како“, 1992)

- 1994 – „Любоff“ (MC, Sofia Music Enterprises – MC-002)

1. Жива да не бях
2. Не ме обичаш
3. Ще отида в планината
4. Кучко, марш в ковчега!
5. Моля, извинете
6. Дай лопата на гробаря
7. Ае, ео
8. Мис Каприз
9. Любов изчезни
10. Патица по пекински
11. Велика нация
12. Вечерна проверка

- 1996 – „Пънку нема'а умре!“, на живо (MC, Radius – RRC 05296)

1. Какво искам още
2. Булка
3. Не ме обичаш
4. Емигрантски рап
5. Обичам те, мила!
6. Олеле, колко съм пиян
7. Бий хлапето
8. Най-щастливият ден
9. Жива да не бях
10. Велика нация
11. Апатия
12. Seek and Destroy
13. Леле, како

- 1999 – „Пазете си децата“ (CD, Poly sound – PS 996350 149 – 1)

1. Защо рева
2. Щом те обичам
3. Идва нов ден
4. Отивам там
5. Луд по теб
6. Нямам левче
7. Синеоките
8. Бялото вино
9. Ще изгърмим
10. Мразя тези
11. За теб
12. Прости
13. Пазете си децата
14. 3-та сменна

- 2004 – „Те т'ва е!“, компилация (MC, Stars Records)

1. Ласточка пой
2. Не съм нормален
3. Бий хлапето
4. Дайте ми
5. Велика нация
6. Жива да не бях
7. Не ме обичаш
8. Винаги готови
9. Вечерна проверка
10. Най-щастливия ден
11. Без думи
12. Ти още ли си тука
13. Не умирахме от щастие
14. Емигрантски рап
15. 100 – 150
16. Ужас
17. Обичам те, мила!
18. Олеле, колко съм пиян
19. Апатия
20. Seek and Destroy
21. Леле, како
22. Булка

- 2017 – „9“ (CD, самиздат)

1. Герой
2. Това е песента
3. Европа
4. Работата
5. Булеварда
6. EU
7. Далавера
8. Страхлив пенсионер
9. Пиша си
10. Сватба
11. България
12. Сам
13. Българка
14. Една жена

- 2021 – „Червената книга“ (CD, самиздат)

1. Цар и господар
2. От високо
3. Танго & Cash
4. Шанс за земята
5. Червената книга
6. Полиция
7. Предна лява
8. Вкус за блус
9. 100 години
10. Празни ръце
11. Весела Празколеда